# Jennifer Connelly
Jennifer Lynn Connelly (přechýleně Connellyová; * 12. prosince 1970, Round Top, New York, Spojené státy americké) je americká filmová herečka, která svou kariéru začala jako dětská modelka. Již v útlém věku se objevovala v časopisech, novinách a televizních reklamách a v roce 1984 přišel její filmový debut ve snímku Tenkrát v Americe. Pokračovala s modelingem i hraním ve filmech, účinkovala například ve filmech Labyrint (1986) a Hledám místo (1991). Filmoví kritici ocenili její herecký výkon ve sci-fi filmu Smrtihlav (1998) a ztvárnění Marion Silver v dramatu Requiem za sen (2000).
V roce 2002 získala Oscara, Zlatý glóbus a cenu BAFTA za vedlejší roli Alicie Nashové ve filmu Čistá duše. Dále se například objevila ve filmech Hulk (2003), Temné vody (2005), Krvavý diamant (2006), Den, kdy se zastavila Země (2008) a v romantické komedii Až tak moc tě nežere (2009).
Je manželkou herce Paula Bettanyho, mají spolu dvě děti, třetí dítě má z předchozího vztahu s fotografem Davidem Duganem.
V roce 2005 byla organizací Amnesty International jmenována mezinárodní vyslankyní pro lidská práva. Časopisy včetně Time, Vanity Fair a Esquire a noviny Los Angeles Times ji zahrnuly do svých žebříčků nejkrásnějších žen planety.

## Životopis

### Dětství
Narodila se v Catskill Mountains ve státe New York. Je dcerou obchodnice ze starožitnostmi Irene a výrobce oblečení Gerarda Connellyových. Její otec byl římský katolík s irskými a norskými předky, její matka židovka s polským a ruským původem. Byla vychována v Brooklyn Heights, blízko Brooklynského mostu, kde navštěvovala soukromou školu Saint Ann's, se zaměřením na umění. Její otec trpěl astmatem, proto se v roce 1976 rodina přestěhovala do Woodstocku, aby unikli městskému smogu. O čtyři roky později se její rodina vrátila do Brooklyn Heights a Connelly pokračovala ve svém vzdělávání na stejné škole.

### Dětský modeling a počátek filmové kariéry
Když jí bylo deset let, přítel jejího otce, reklamní agent, navrhl, aby šla na konkurz na modelku. Její rodiče poslali její fotku do modelingové agentury Ford Modeling Agency, která ji krátce poté přijala. Jako modelka se začala objevovat v tištěných a poté i v televizních reklamách. V rozhovoru pro The Guardian řekla, že poté, co byla chvíli modelkou, neměla vůbec žádné ambice stát se herečkou. Objevila se na několika obálkách magazínu Seventeen v letech 1986 a 1988. V prosinci 1986 nahrála dvě písně pro japonský trh: „Monologue of Love“ a „Message of Love“. Zpívala ve fonetické japonštině, ačkoliv japonsky neuměla.
Její matka ji začala brát na herecké konkurzy; na jednom z nich získala vedlejší roli mladé ctižádostivé tanečnice a herečky Deborah Gelly ve filmu režiséra Sergia Leona, Tenkrát v Americe. Role vyžadovala výkon hodný profesionální baletky. Connelly, která za sebou neměla žádný baletní trénink, se během konkurzu pokoušela napodobit baletku. Její výkon a podobnost nosu s Elizabeth McGovern, která hraje její roli v dospělosti, přesvědčila režiséra, aby roli získala právě ona. Popsala film jako „neskutečně idylický začátek filmové kariéry“. Po filmu Tenkrát v Americe se poprvé objevila v televizi, v díle „Stranger in Town“ britského seriálu Neobvyklé příběhy.
Její první hlavní role v celovečerním filmu přišla v roce 1985. Ve filmu Phenomena režiséra Daria Argenta hrála mladou dívku, která používá své psychické síly ke komunikaci s hmyzem, aby odhalila sériového vraha, který vraždí studenty na švýcarské škole, na kterou právě nastoupila. Ve stejný rok si ještě zahrála ve filmu Sedm minut v nebi.
O svých filmových začátcích řekla: „Než jsem se nadála, tak se herectví stalo tím, co jsem začala dělat. Byl to velmi zvláštní způsob dospívání v kombinaci s mou osobností.“ Popsala, že se během svého dospívání cítila jako „druh chodící loutky“, protože neměla žádný čas se o samotě vyrovnat s tím, kam její kariéra směřuje.

### Osmdesátá a devadesátá léta
Filmem Labyrint z roku 1986 režiséra Jima Hensona si získala uznání publika. Hrála roli Sarah, teenagerky na cestě k záchraně svého bratra Tobyho ze světa goblinů. I přes zpočátku malé výdělky se film stal kultovní klasikou. Noviny The New York Times v recenzi na film poukazovaly na význam její role, ale kritizovaly její ztvárnění: „Jennifer Connelly jako Sarah je bohužel zklamáním. Možná pan Henson věnoval příliš pozornosti svým loutkám a nenechal dostatečný prostor k přesvědčivému výkonu hlavní herečky. Vypadá dobře, ale chybí ji přesvědčení a zdá se, že své repliky říká bez víry ve své cíle.“ Protože má film jen pět lidských rolí – Sarah, její rodiče, kteří se objeví jen na chvíli na začátku filmu, dítě Tobyho a Jaretha, krále goblinů, je role Sarah velmi důležitá. O dva roky později si zahrála studentku v italském filmu Étoile a poté rovněž studentku Gabby ve filmu Prima děvčata, který natočil režisér Michael Hoffman.
Snažila se o rovnováhu mezi školou a prací a tak po dva roky studovala angličtinu na Yaleově univerzitě, v letech 1988 a 1989. V roce 1990 přestoupila na univerzitu ve Stanfordu ke studiu dramatických umění. Tam ji učili Roy London, Howard Fine a Harold Guskin. Její rodiče ji podporovali, aby pokračovala ve své filmové kariéře, a tak Connelly opustila studia a začala se opět věnovat filmu.
V roce 1990 režíroval Dennis Hopper film Žhavé místo, kde si Connelly zahrála roli Glorie Harper, ženy, která byla vydírána. Film neměl v kinech velký úspěch. Ve stejný rok ji režisér Garry Marshall zvažoval na roli Vivian Ward ve filmu Pretty Woman, ale nakonec měl pocit, že by byla na roli příliš mladá.
Jejím dalším filmem byla v roce 1991 romantická komedie Hledám místo, kde si zahrála po boku Franka Whaleye. Rok poté následoval vysoko rozpočtový Disney film s názvem Rocketeer, ale oživit kariéru se jí tím nepodařilo. V roce 1993 se objevila společně s Jasonem Priestleym ve videoklipu Roye Orbisona s názvem „I Drove All Night“. V roce 1995 ji režisér John Singleton obsadil jako lesbickou studentku do filmu Holé lebky. Poté se v roce 1996 objevila v nezávislém filmu Far Harbor jako Elie, prominentní osoba v hollywoodských studiích, která píše scénář založený na jejích vlastních traumatech.
Další rok následoval thriller Boss, kde hrála Allison Pond, milenku generála Timmse (John Malkovich), která se stane obětí vraždy, kterou vyšetřuje skupina detektivů vedená Maxwellem Hooverem (Nick Nolte). Následně se začala objevovat v nízkorozpočtových filmech oceňovaných kritiky. Zahrála si například v roce 1997 v dramatu Rande, odehrávajícím se v padesátých letech, kde ztvárnila roli Eleanor, jedné ze tří dcer městského milionáře, Lloyda Abbotta. O jejím výkonu režisér filmu Ron Howard řekl: „Nejenže byla krásná a svůdná, ale také dala filmu některé těžké psychologické momenty a hodně hloubky a složitosti. Měla zvláštní kombinaci talentu a krásy a myslím, že jsem měl tyto informace uloženy v zadní části svého mozku.“
Její další role byla v roce 1998 v kritiky oceňované sci-fi Smrtihlav, kde si zahrála po boku Rufuse Sewella, Williama Hurta, Iana Richardsona a Kiefera Sutherlanda. Ztvárnila Emmu, femme fatale a zpěvačku, jejíž manžel John Murdoch (Rufus Sewell) trpí amnézií. Když Murdoch získává zpět své vzpomínky, unese Emmu pan Hand (Richard O'Brien), který změní její vzpomínky a přiřadí ji novou identitu. Spisovatel Sean McMullen napsal: „Jennifer Connelly je vizuálně nádherná jako femme fatale čtyřicátých let (Emma).“

### Začátek 21. století
V roce 2000 ji režisér Ed Harris obsadil do filmu Pollock, kde hrála Ruth Kligman, milenku Jacksona Pollocka. Ve stejném roce se objevila ve filmu Darrena Aronofskyho, Requiem za sen, který kritici považují za její průlomový film. Děj je založen na stejnojmenné knize. Connelly ztvárnila Marion Silver, přítelkyni Harryho (Jared Leto). Vedle nich se ve filmu objevili Marlon Wayans a Ellen Burstynová. Marion je dívka pocházející ze střední vrstvy z Manhattan Beach, která sní o založení obchodu s oblečením, ale kvůli své závislosti na drogách končí v ponižujícím světě prostituce. Connelly se připravovala na roli tím, že si v budově, kde bydlela, pronajímala samostatný byt. Když byla v bytě, izolovala se od ostatních, malovala, poslouchala hudbu, kterou si myslela, že by její postava mohla poslouchat, navrhovala oblečení a využívala čas na přemýšlení o závislostech a o jejich původu. Také mluvila s drogově závislými a navštívila Narcotics Anonymous (česky anonymní narkomani), kde se setkala se svým kamarádem, který se z drogové závislosti léčil. Kritici ocenili jednotlivé výkony herců vzhledem k odvaze potřebné ke ztvárnění svých postav při fyzické a duševní degradaci.
V roce 2000 se objevila jako Catherine Miller v seriálu The $treet. Ve stejném roce se objevila ve snímku Čekání na smrt, založeném na stejnojmenné novele z roku 1986, kde si zahrála Sarah Williams, aktivistku, kterou zabila bomba v autě v Minneapolis při převážení chilských uprchlíků. Zpočátku ji režisér Keith Gordon do filmu nechtěl obsadit, nepovažoval ji za vážnou herečku, přesvědčila ho až hereččina agentka Risa Shapiro, když ho donutila podívat se na film Far Harbor.
V roce 2001 hrála ve filmu Rona Howarda, Čistá duše, založeném na biografii Johna Nashe od novinářky Sylvie Nasar. Connelly právě kvůli scénáři do projektu vstoupila. Byla pozvána na konkurz poté, co její agentka, Risa Shapiro, poslala producentům kazetu s kouskem tehdy ještě nevydaného filmu Requiem za sen. Byla obsazena filmovým producentem Brianem Gazerem do role Alicie Nashové, dlouhodobě trpící manželky výjimečného a schizofrenního matematika, kterého si zahrál Russell Crowe. Howard a producenti nakonec vybrali právě je, protože byli ohromeni vzájemnou chemií mezi nimi. Film bych chválen kritiky a měl i velkým komerční úspěch, vydělal celosvětově více než 313 milionů dolarů. Před začátkem natáčení měla možnost setkat se skutečnou Alicií Nash, aby se o jejím životě dozvěděla více. Za svou roli získala Zlatý glóbus, Oscara a cenu BAFTA v kategorii nejlepší herečka ve vedlejší roli. Richard Schickel, kritik z magazínu Time, nazval její výkon „zářící“ a herečku nazval inteligentní a vášnivou. Roger Ebert napsal: „Jennifer Connelly je zářící stejně jako Alicia. Přestože hlavní výkon odvedl Crowe, právě Connellyina komplexní práce, zobrazující ženu zmítající se mezi láskou a strachem ke stejnému muži, je tím, co posouvá film do vyšší úrovně.“
Connelly poté uvedla: „Čistá duše je film, na který jsem velmi pyšná, a který miluji.“ A.O. Scott z The New York Times řekl: „Je tu jedna věc, paní Connelly, bystrá a temperamentní v rozsahu své role ženy, která začíná jako fanynka matematiky a brzy zjistí, že je partnerkou narušeného a obtížného člověka.“ Ohledně porovnání s předchozími rolemi řekla: „Bylo období, kdy jsem cítila, že se se mnou nepočítá v projektech, na kterých bych chtěla pracovat, lidé možná přemýšleli: 'Neobsadím dívku, která hrála v tomto filmu, pro tento dospělý projekt.' Ale pořád jsem cítila, že tahle práce je to, co chci, takže jsem šťastná, že jsem si udělala čas a pracovala na projektech, o které jsem opravdu silně stála a zbytek času jsem prostě jen žila svůj život.“
V roce 2003 si zahrála ve filmu Anga Leeho, Hulk. Film popsala jako „rodinné psychologické drama s nádechem řeckých tragédií.“ Ztvárnila Betty Ross, vědkyni a bývalou přítelkyni hlavní postavy, Bruce Bannera. Film měl mírný úspěch. Ve stejný rok se objevila ve filmu Dům z písku a mlhy, dramatu založeném na novele od Andreho Dubuse III. Hrála Kathy Nicolo, opuštěnou ženu, jejíž zděděný dům se prodal v dražbě íránskému emigrantovi a bývalému plukovníkovi Massoudovi Amirovi Behranimu (Ben Kingsley). Film získal celosvětově příznivý ohlas u kritiků a reportér BBC řekl: „Connelly mě zcela přesvědčila jako sobecká, zoufalá a opuštěná žena, která přiznává svému bratrovi: 'Cítím se ztracená.'“

### 2005 až současnost

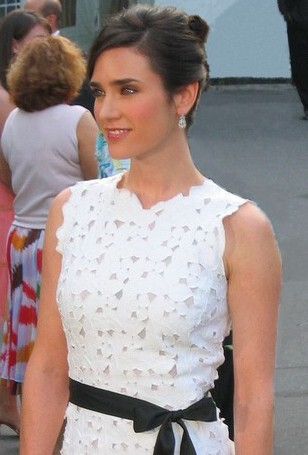
Connelly v Central Parku v New Yorku v červnu 2005

Po dvouroční absenci ze světa filmu si v roce 2005 zahrála v hororu a psychologickém thrilleru Temné vody, podle stejnojmenného japonského filmu z roku 2002. Hrála Dahliu, vyděšenou mladou ženu traumatizovanou svou minulostí, která se se svou dcerou stěhuje do bytu v New Yorku, kde se začnou dít nevysvětlitelné věci. Kritik Roger Ebert ve své recenzi napsal: „Dělal jsem si starosti o postavu, kterou hrála Jennifer Connelly; není hororovou hrdinkou, ale herečkou hrající matku čelící hrůze. Je to rozdíl a kvůli tomuto rozdílu Temné vody fungují “.
Ztvárnila Kathy Adamson v adaptaci knihy Jako malé děti. Hrála zde po boku Kate Winslet. Film se soustředí na vztah mezi Sarah Pierce (hraje ji Winslet) a Bradem Adamsonem (Patrick Wilson). Zahrála si vedle Leonarda DiCapria ve filmu Krvavý diamant. Ztvárnila zde novinářku Maddy Bowen, která pracuje na odhalení opravdového příběhu krvavého diamantu . Magazín New York chválil její výkon: "Connelly je chytrá, rozumná, neteatrální herečka, která téměř dokonale maskuje fakt, že její postava supí.“ Dále se v roce 2007 objevila jako Grace v dramatu Reservation Road společně s Joaquinem Phoenixem a Markem Ruffalem.
Pařížský módní dům Balenciaga a kosmetická společnost Revlon si ji v roce 2008 zvolily jako tvář svých kampaní. V remaku sci-fi Den, kdy se zastavila Země si zahrála astrobioložku Helen Benson. Jejím filmovým partnerem byl Keanu Reeves.. Na rozdíl od původního filmu, kde byla Benson sekretářkou a děj se zaměřoval na její vztah s Klaatem, v tomto remaku má Benson komplikovaný vztah se svým nevlastním synem, kterého hraje Jaden Smith. Její další rolí byla v roce 2009 romantická komedie Až tak moc tě nežere, kde si zahrála vedle Jennifer Aniston a Ginnifer Goodwin . Film byl založen na stejnojmenné knize.

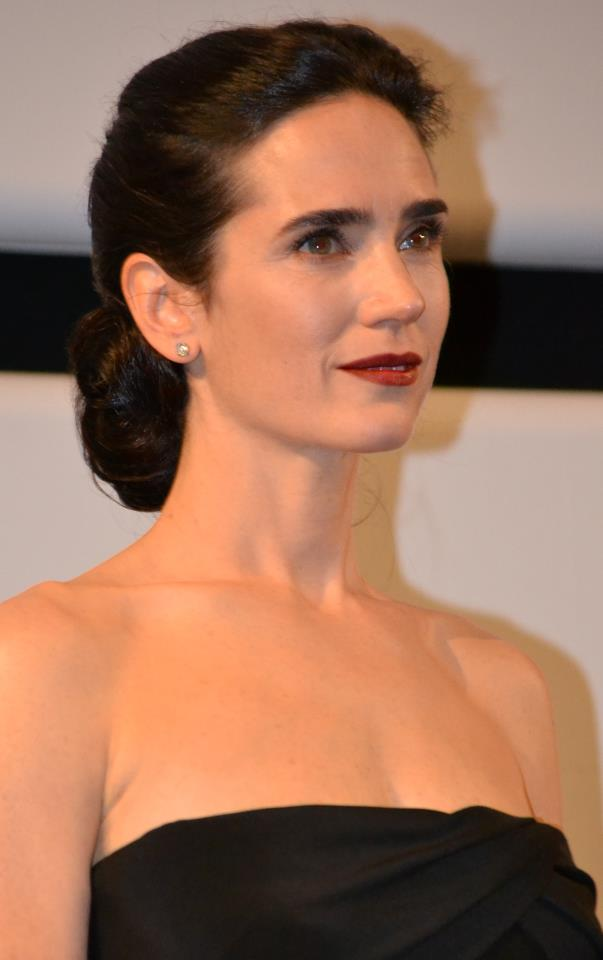
Connelly v roce 2012

V roce 2009 se objevila v dramatu Síla lásky, kde hrála Emmu Darwin, manželku Charlese Darwina, kterého hrál její skutečný manžel, Paul Bettany. Poté namluvila postavu jménem „7“ v animovaném filmu Číslo 9. Film Dustina Lance Blacka, Virginia měl premiéru 15. září 2010 na mezinárodním filmovém festivalu v Torontu. V tomto filmu si zahrála Virginii, mentálně nestabilní ženu, která má dvacet let poměr s místním šerifem, jehož dcera začne chodit se synem Virginie. Connelly se na roli připravovala sledováním dokumentů o schizofrenii. Také trávila čas na newyorském státním psychiatrickém institutu a centru pro léčbu rakoviny, aby pochopila svou postavu.
V roce 2011 si zahrála po boku Vince Vaughna v komedii Rona Howarda, Dilema. Film získal většinou negativní recenze. Jejím dalším projektem byl film George Ratliffa, Ďáblova ruka, který měl premiéru na filmovém festivalu Sundance. V tomto filmu si zahrála Gwen, ženu Carla Vanderveera (Greg Kinnear); oba jsou členy církve třetího tisíciletí, kterou vede pastor Dan (Pierce Brosnan).
Jejím dalším projektem bylo rodinné drama Spisovatelé, kde se objevila po boku Grega Kinneara. Jedná se o režisérský debut Joshe Boona. Connelly hrála bývalou ženu postavy Kinneara, kterou je stále posedlý. Film měl premiéru během Torontského mezinárodního filmového festivalu v roce 2012.
V únoru 2012 byla vyhlášena první mezinárodní velvyslankyní japonské kosmetické značky Shiseido, předtím s touto společností pracovala v osmdesátých letech, když účinkovala v několika reklamách. V srpnu 2013 bylo oznámeno, že se objeví ve filmu Úkryt, což je režisérský debut jejího manžela Paula Bettanyho. V roce 2014 měla roli ve filmové adaptaci novely Marka Helprina, Zimní příběh a také se objevila v prvním anglicky mluvícím filmu od Claudie Llosy, s názvem Aloft.
V tomtéž roce se opět sešla s Russellem Crowem ve filmu Noe. The Washington Post označil výkony Connelly a Crowa jako „působivě uzemněné a silné“ a deník The Denver Post cítil, že Connelly roli ztvárnila „s jemnou inteligencí“. Magazín Variety považoval její výkon za „solidní, ale nedostatečně využitý“, zatímco Detroit News uvedl, že „Connelly se příliš neprojevuje, ale pokud dostane prostor, tak tvrdě udeří“. Magazín Indiewire napsal Connelly ztvárnila roli „s pevnou rukou“, zatímco St. Paul Pioneer Press označil její výkon jako „přesvědčivý“.

## Osobní život

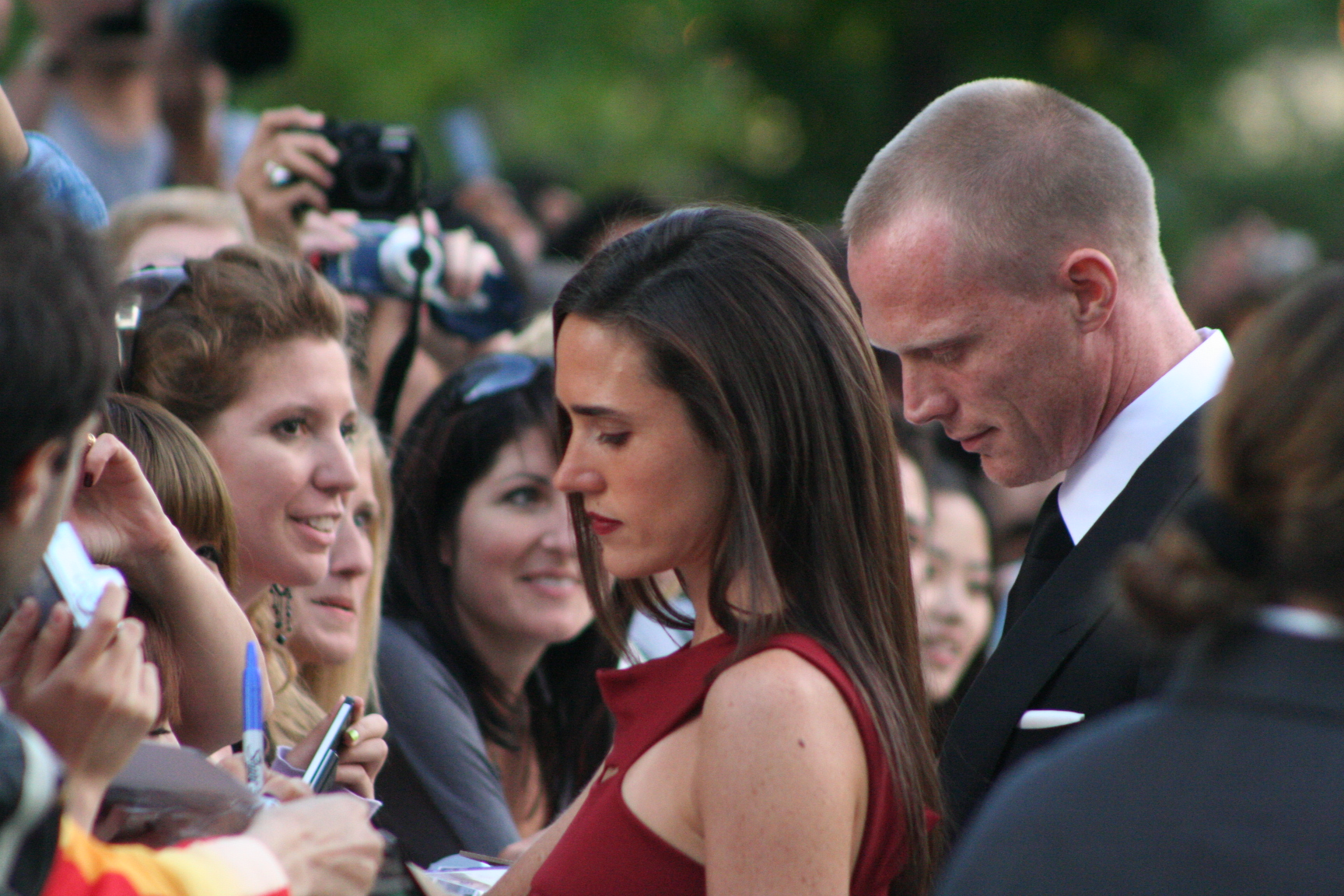
Connelly a její manžel Paul Bettany na mezinárodním filmovém festivalu v Torontu v roce 2009

Její první syn Kai pochází ze vztahu s fotografem Davidem Duganem a narodil se v roce 1997 .
Dne 1. ledna 2003 si vzala při soukromém rodinném obřadu ve Skotsku herce Paula Bettanyho, kterého poznala při natáčení filmu Čistá duše . Jejich prvního syna Stellana, který se ve stejném roce narodil, pojmenovali podle společného přítele, herce Stellana Skarsgårda. 31. května 2011 se jí v New Yorku narodilo její třetí dítě, dcera, kterou pojmenovali Agnes Lark.
Dne 1. listopadu 2005 byla jmenována vyslankyní pro lidská práva společnosti Amnesty International, bojující za lidská práva. Objevila se v reklamách upozorňující na celosvětovou potřebnost pitné vody a usilující o dotace pro podporu afrických a indických zemí a Střední Ameriky. Dne 2. května 2009 se zúčastnila výročního pětikilometrového běžeckého závodu pro ženy.
Je tváří módní společnosti Balenciaga a vystupuje v jejích reklamách, stejně jako pro společnost Revlon cosmetics. V roce 2012 byla jmenována jako první mezinárodní osobnost tváří japonské kosmetické společnosti Shiseido.
Magazíny jako Vanity Fair, Esquire a Los Angeles Times ji hodnotily jako jednu z nejkrásnějších žen světa.

## Filmografie

### Film
| Rok  | Název                      | Role                              | Režisér            | Poznámky |
| ---- | -------------------------- | --------------------------------- | ------------------ | --- |
| 1984 | Tenkrát v Americe          | mladá Deborah Gelly               | Sergio Leone       | filmový debut |
| 1984 | Phenomena                  | Jennifer Corvino                  | Dario Argento      | |
| 1985 | Sedm minut v nebi          | Natalie Becker                    | Linda Feferman     | |
| 1986 | Labyrint                   | Sarah Williams                    | Jim Henson         | |
| 1988 | Étoile (balet)             | Claire Hamilton / Natalie Horvath | Peter Del Monte    | |
| 1988 | Prima děvčata              | Gabriella d'Arc                   | Michael Hoffman    | |
| 1990 | Žhavé místo                | Gloria Harper                     | Dennis Hopper      | |
| 1991 | Hledám místo               | Josie McClellan                   | John Hughes        | |
| 1991 | Rocketeer                  | Jenny Blake                       | Joe Johnston       | Nominována – Cena Saturn v kategorii nejlepší herečka ve vedlejší roli |
| 1994 | Of Love and Shadows        | Irene                             | Betty Kaplan       | |
| 1995 | Holé lebky                 | Taryn                             | John Singleton     | |
| 1996 | Boss                       | Allison Pond                      | Lee Tamahori       | |
| 1996 | Far Harbor                 | Ellie                             | John Huddles       | |
| 1997 | Rande                      | Eleanor Abbott                    | Pat O'Connor       | |
| 1998 | Smrtihlav                  | Emma Murdoch / Anna               | Alex Proyas        | |
| 2000 | Čekání na smrt             | Sarah Williams                    | Keith Gordon       | |
| 2000 | Requiem za sen             | Marion Silver                     | Darren Aronofsky   | Nominována – Chlotrudis Award v kategorii nejlepší herečka ve vedlejší roli Nominována – Independent Spirit Award v kategorii nejlepší herečka ve vedlejší roli Nominována – Las Vegas Film Critics Society Award v kategorii nejlepší herečka ve vedlejší roli Nominována – Online Film Critics Society Award v kategorii nejlepší herečka ve vedlejší roli Nominována – Phoenix Film Critics Society Award v kategorii nejlepší herečka ve vedlejší roli |
| 2000 | Pollock                    | Ruth Kligman                      | Ed Harris          | |
| 2001 | Čistá duše                 | Alicia Nash                       | Ron Howard         | Oscar za nejlepší ženský herecký výkon ve vedlejší roli American Film Institute Awards v kategorii nejlepší herečka ve vedlejší roli Cena BAFTA v kategorii nejlepší herečka ve vedlejší roli Broadcast Film Critics Association Award v kategorii nejlepší herečka ve vedlejší roli Zlatý glóbus za nejlepší ženský herecký výkon ve vedlejší roli Kansas City Film Critics Circle Award v kategorii nejlepší herečka ve vedlejší roli Online Film Critics Society Award v kategorii nejlepší herečka ve vedlejší roli Phoenix Film Critics Society Award v kategorii nejlepší herečka ve vedlejší roli Satellite Award v kategorii nejlepší herečka ve vedlejší roli Southeastern Film Critics Association Award v kategorii nejlepší herečka ve vedlejší roli Nominována – Chicago Film Critics Association Award v kategorii nejlepší herečka ve vedlejší roli Nominována – Empire Award v kategorii nejlepší herečka Nominována – Las Vegas Film Critics Society Award v kategorii nejlepší herečka ve vedlejší roli Nominována – Screen Actors Guild Award v kategorii nejlepší ženský herecký výkon v hlavní roli Nominována – Screen Actors Guild Award v kategorii nejlepší obsazení filmu |
| 2003 | Hulk                       | Betty Ross                        | Ang Lee            | Nominována – Cena Saturn v kategorii nejlepší herečka |
| 2003 | Dům z písku a mlhy         | Kathy Nicolo                      | Vadim Perelman     | Kansas City Film Critics Circle Award v kategorii nejlepší herečka Nominována – Broadcast Film Critics Association Award v kategorii nejlepší herečka Nominována – Satellite Award v kategorii nejlepší herečka |
| 2005 | Temné vody                 | Dahlia Williams                   | Walter Salles      | |
| 2006 | Jako malé děti             | Kathy Adamson                     | Todd Field         | |
| 2006 | Krvavý diamant             | Maddy Bowen                       | Edward Zwick       | |
| 2007 | Reservation Road           | Grace Learner                     | Terry George       | |
| 2008 | Den, kdy se zastavila Země | Helen Benson                      | Scott Derrickson   | |
| 2008 | Inkoustové srdce           | Roxane                            | Iain Softley       | cameo |
| 2009 | Až tak moc tě nežere       | Janine                            | Ken Kwapis         | |
| 2009 | Číslo 9                    | 7 (hlas)                          | Shane Acker        | dabing pro animovaný film |
| 2009 | Síla lásky                 | Emma Darwin                       | Jon Amiel          | |
| 2010 | Virginia                   | Virginia                          | Dustin Lance Black | |
| 2011 | Dilema                     | Beth                              | Ron Howard         | |
| 2011 | Ďáblova ruka               | Gwen Vanderveer                   | George Ratliff     | |
| 2012 | Spisovatelé                | Erica                             | Josh Boone         | |
| 2014 | Zimní příběh               | Virginia Gamely                   | Akiva Goldsman     | |
| 2014 | Noe                        | Naama                             | Darren Aronofsky   | |
| 2014 | Aloft                      | Nana Kunning                      | Claudia Llosa      | |
| 2014 | Úkryt                      | Hannah                            | Paul Bettany       | |
| 2016 | Americká idyla             | Dawn Dwyer Levov                  | Ewan McGregor      | |
| 2017 | Hrdinové ohně              | Amanda Marsh                      | Joseph Kosinski    | |
| 2017 | Spider-Man: Homecoming     | Karen                             | Jon Watts          | dabing (hlasová role) |
| 2019 | Alita: Bojový Anděl        | Chiren                            | Robert Rodriguez   | |
| 2022 | Top Gun: Maverick          | Penny Benjamin                    | Joseph Kosinski    | |

### Televize
| Rok       | Název                  | Role             | Poznámky                              |
| --------- | ---------------------- | ---------------- | ------------------------------------- |
| 1982      | Neobvyklé příběhy      | dívka            | díl: „Stranger in Town“               |
| 1992      | Podstata spravedlnosti | Emma Burgess     | televizní film                        |
| 1995      | Out There              | žena v obchodě   | televizní film, neuvedena v titulcích |
| 2000      | The $treet             | Catherine Miller | hlavní role                           |
| 2020–2022 | Ledová archa           | Melanie Cavill   | hlavní role                           |